# جنگ‌های کوچک
جنگ‌های کوچک (فرانسوی: Les petites guerres‎) یک فیلم به کارگردانی مارون بغدادی است که در سال ۱۹۸۲ منتشر شد. این فیلم در بخش نوعی نگاه در جشنواره فیلم کن ۱۹۸۲ نمایش داده شد.